# جستس سیرمیس
جستس سیرمیس (به انگلیسی: Justs Sirmais) (زاده ۶ فوریه ۱۹۹۵) خواننده اهل لتونی است.
او در مسابقه آواز یوروویژن ۲۰۱۶ نماینده لتونی بود .